# Traité de Florence
Pour les articles homonymes, voir Traité de Florence (homonymie).
Le traité de Florence est un traité de paix signé entre la France et le royaume de Naples le 28 mars 1801 mettant fin aux hostilités entre ces deux nations durant la guerre de la deuxième coalition.
Naples cède à la France la partie napolitaine de l'île d'Elbe, qui devient ainsi entièrement française, ainsi que la principauté de Piombino, sur laquelle elle n'avait pourtant aucun droit, et l'État des Présides. Ces derniers sont rétrocédés au royaume d'Étrurie.
Le royaume de Naples octroie à la France des privilèges commerciaux et s'engage à fermer ses ports à la marine britannique.
Napoléon Bonaparte fut relativement souple avec le royaume de Naples afin de ne pas froisser le tsar Alexandre Ier. Ce dernier, inquiet des progrès français en Italie, soutient le roi de Naples. Le Premier consul, désirant s'allier avec le tsar, est contraint de ménager le roi de Naples.